# IEEE 802.16
IEEE 802.16은 전기 전자 기술자 협회(IEEE)가 제정한 일련의 무선 브로드밴드 표준이다. 현재 버전은 IEEE 802.16j-2009의 수정판인 IEEE 802.16-2009이다.
IEEE 802.16은 IEEE 표준화 기구(Standards Board)가 1999년에 광역 무선 도시권 통신망의 범용적인 이용을 위해 개발한 표준이다. 이 워크그룹은 IEEE 802 LAN/MAN 표준 위원회의 일부이다.
802.16 계열의 표준이 공식적으로 IEEE에서 WirelessMAN으로 불리긴 하지만 와이맥스 포럼에서는 와이맥스라는 이름으로 상용화되었다. 이 포럼의 목적은 IEEE 802.16 표준에 기반한 광역 무선 제품의 호환성과 상호 운용을 제고하고 인증하는 것이다.
802.16 표준을 이용하는 가장 잘 알려진 것 가운데 하나가 모바일 WirelessMAN이며, 전 세계적으로 140개국 이상의 475개 이상의 통신사에서 이용 중인 802.16e-2005 수정판에 정의되어 있다.

## 현재 이용 가능한 프로젝트 및 표준
- 802.16.2-2004
- 802.16k-2007
- 802.16-2009
- 802.16j-2009
- 802.16h-2010
- 802.16m-2011

## 같이 보기
- 와이브로
- 와이맥스